# 長谷寺 (鎌倉市)
長谷寺（はせでら）は、神奈川県鎌倉市長谷にある浄土宗系統の単立寺院。正式には海光山慈照院長谷寺（かいこうざん じしょういん はせでら 山号: 海光山、院号: 慈照院）と号し、長谷観音（はせかんのん）の名でも知られている。本尊は日本最大級の木造仏像である十一面観世音菩薩像。開山は徳道上人。坂東三十三観音霊場の第四番札所である。
近年、鎌倉では明月院と並んで、アジサイ寺として知られる。
本尊真言：おん まか きゃろにきゃ そわか
ご詠歌：長谷寺へ詣りて沖を眺むれば 由比のみぎわに立つは白波

## 歴史
伝承では長谷寺の創建は奈良時代とされているが、中世以前の沿革は明確でなく、創建の正確な時期や経緯についても解明されていない。
寺伝によれば、天平8年（736年）、大和の長谷寺（奈良県桜井市）の開基である徳道を藤原房前が招請し、十一面観音像を本尊として開山した。養老5年（721年）に徳道は大和国の山中で見つけた楠の大木から二体の十一面観音を造り、その一体（本）が大和長谷寺の観音像となり、もう一体（末）を祈請の上で海に流した。その15年後に三浦半島の長井浦に流れ着いた観音像を鎌倉に安置して開いたのが、長谷寺であるとされる。
当寺の梵鐘には文永元年（1264年）、当時の住職真光の勧進により鋳物師物部季重が造った旨の銘文があり、この頃には長谷寺が存在していたことと、当時は「新長谷寺」と呼ばれていたことがわかる。鎌倉時代にさかのぼる遺物としては他に弘長2年（1262年）および徳治3年（1308年）銘の板碑、嘉暦元年（1326年）銘の懸仏（かけぼとけ）などがある。
近世の地誌『新編鎌倉志』や、寺に伝わる『相州鎌倉海光山長谷寺事実』などによると、歴代の権力者が長谷寺の伽藍や本尊の修造を行っている。康永元年（1342年）には足利尊氏が伽藍と諸像の修復を行った。明徳3年（1392年）には、足利義満が観音像の光背を修復し、行基の作という伝承のある像を前立（まえだち）として安置した。天文16年（1547年）に、北条氏康の寄進を受け、天正19年（1591年）、徳川家康から朱印状を受ける。慶長12年（1607年）、堂塔伽藍を改修し、正保2年（1645年）にも、酒井忠勝が堂宇を改修している。
長谷寺は江戸時代の初め、慶長12年（1607年）の徳川家康による伽藍修復を期に浄土宗に改宗した。当時の住持玉誉春宗を中興開山としている。太平洋戦争終戦直後に、金戒光明寺、知恩院という浄土宗の二大本山が浄土宗から独立した混乱期に、浄土宗から独立し単立となった。

## 境内

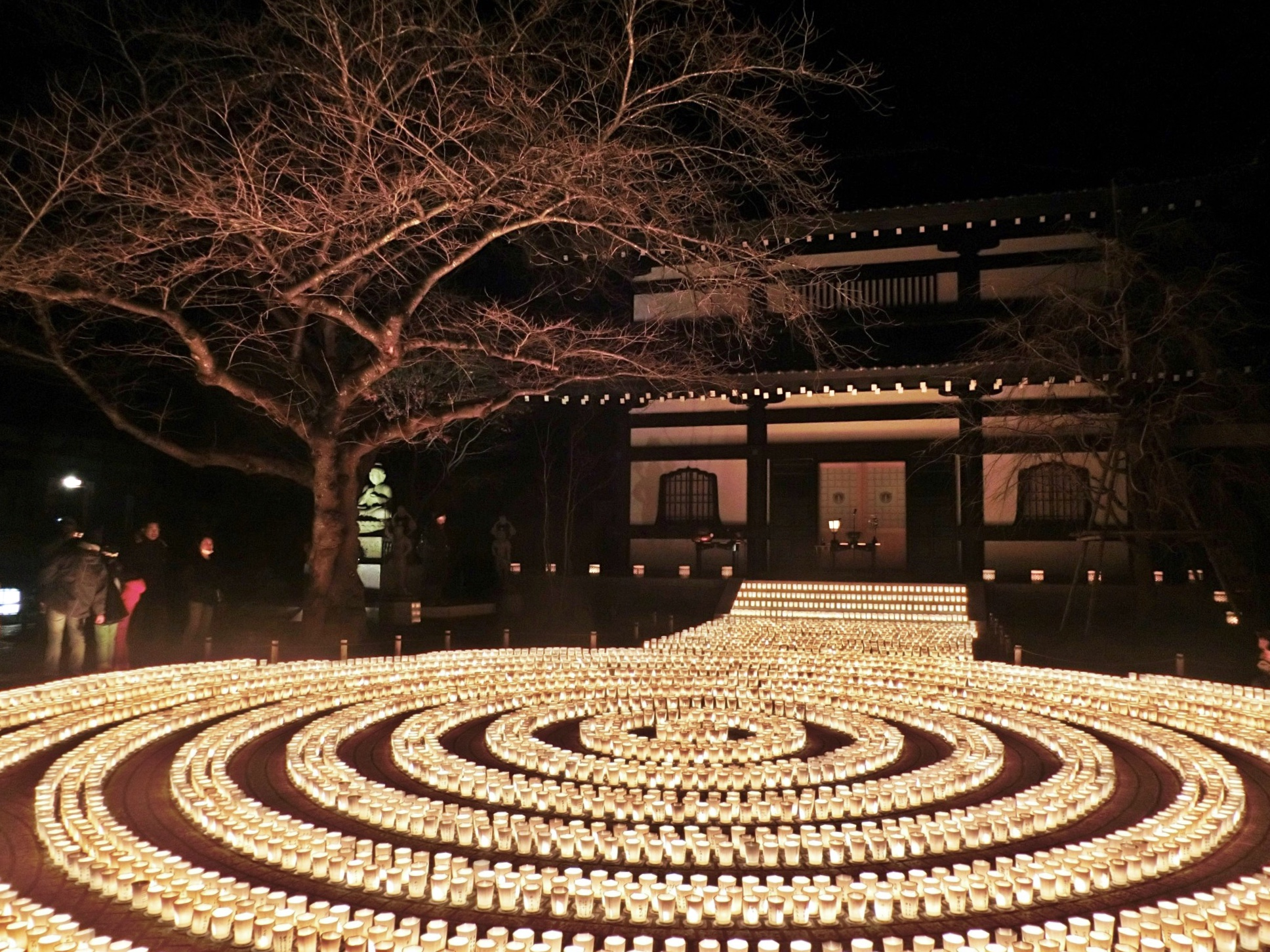
万灯祈願会 (1月)

観音堂等の主要な堂宇は海を見晴らす山腹に建てられている。諸堂は関東大震災で倒壊後の再建である。長谷寺は文人とゆかりが深く、境内には高浜虚子の句碑、久米正雄の胸像などがある。高山樗牛は1901年（明治34年）、ここに住んだことがあり、その記念碑もある。なお、神奈川県の歴史的風土特別保存地区に指定されている。
- 観音堂 - 長谷観音と呼ばれる十一面観音立像を安置する。奈良の長谷寺の観音像と同じ、右手に数珠と錫杖、左手に水瓶を持つ長谷寺式の像容である。
- 阿弥陀堂 - 観音堂の右手に位置し、厄除阿弥陀と呼ばれ、鎌倉六阿弥陀（高徳院の「鎌倉大仏」、光触寺の「頬焼阿弥陀」、の他光明寺、浄光明寺、宝戒寺の各阿弥陀如来像等）に数えられる阿弥陀如来坐像を安置する。同像は長谷にあった誓願寺（廃寺）の旧仏で、源頼朝が造立した像という伝承があるが、実際の制作は室町時代とされる。
- 大黒堂 - 観音堂の左手に位置し、鎌倉江ノ島七福神の1つに数えられる大黒天像を祀る。応永19年（1412年）作の大黒天像は宝物館に移され、現在は新しい大黒天像が祀られている。
- 観音ミュージアム - 旧宝物館を改修して2015年10月開館[8]。梵鐘（重要文化財）、十一面観音懸仏（重要文化財）、観音三十三応現身像等を収蔵する。
- 経蔵 - 輪蔵と呼ばれる様式。
- 地蔵堂 - 観音堂などの建つ山腹へ上る参道の途中に建つ。
- 弁天堂 - 山門を入って右手に位置し、空海（弘法大師）が刻んだという伝承をもつ弁才天像（宝物館に収蔵）を祀る。堂の近くには弁天窟がある。
- 弁天窟 - 弁天堂前の放生池近くにある、弘法大師参籠の地と伝わる洞窟。窟内壁面には弁財天とその眷属である十六童子が彫られているほか、弁財天と同じ神であるとされる民間信仰の宇賀神（人頭蛇身）が祀られる[9]。
- かきがら稲荷 - 鐘楼脇にある。漂着した際に、長谷観音像に付着した蛎殻を祀っているという伝承がある。
- 本堂 - 山門に入る前の右手に、寺務所と軒続きにある。平成になって完成した。純木造（台湾檜）。もっぱら壇徒の法要に使用され、非公開。
- 高浜虚子句碑 - 大黒堂前に立つ石造観音像の台座が句碑になっている。
- 久米正雄胸像 - 大黒堂前にある。久米の3回忌にペンクラブによって設置された。
- 高山樗牛住居碑 - 山門を入って左手に立つ。明治期の思想家高山樗牛は病没する直前の1901年（明治34年）頃、長谷寺境内に住んだことがあり、1959年にこれを記念する碑が建てられた。

## 文化財

### 重要文化財
- 梵鐘 文永元年（1264年）銘
- 十一面観音懸仏 6面

懸仏（かけぼとけ）は、神の憑代（よりしろ）としての円鏡の上に本地仏としての仏像を表した「御正体」（みしょうたい）の一種で、銅製などの円板に立体的な仏像を取り付けたものを指す。長谷寺には重要文化財指定の懸仏が6面あり、うち3面にはそれぞれ嘉暦元年（1326年）、元徳2年（1330年）、元徳3年（1331年）の銘がある。

### その他の文化財

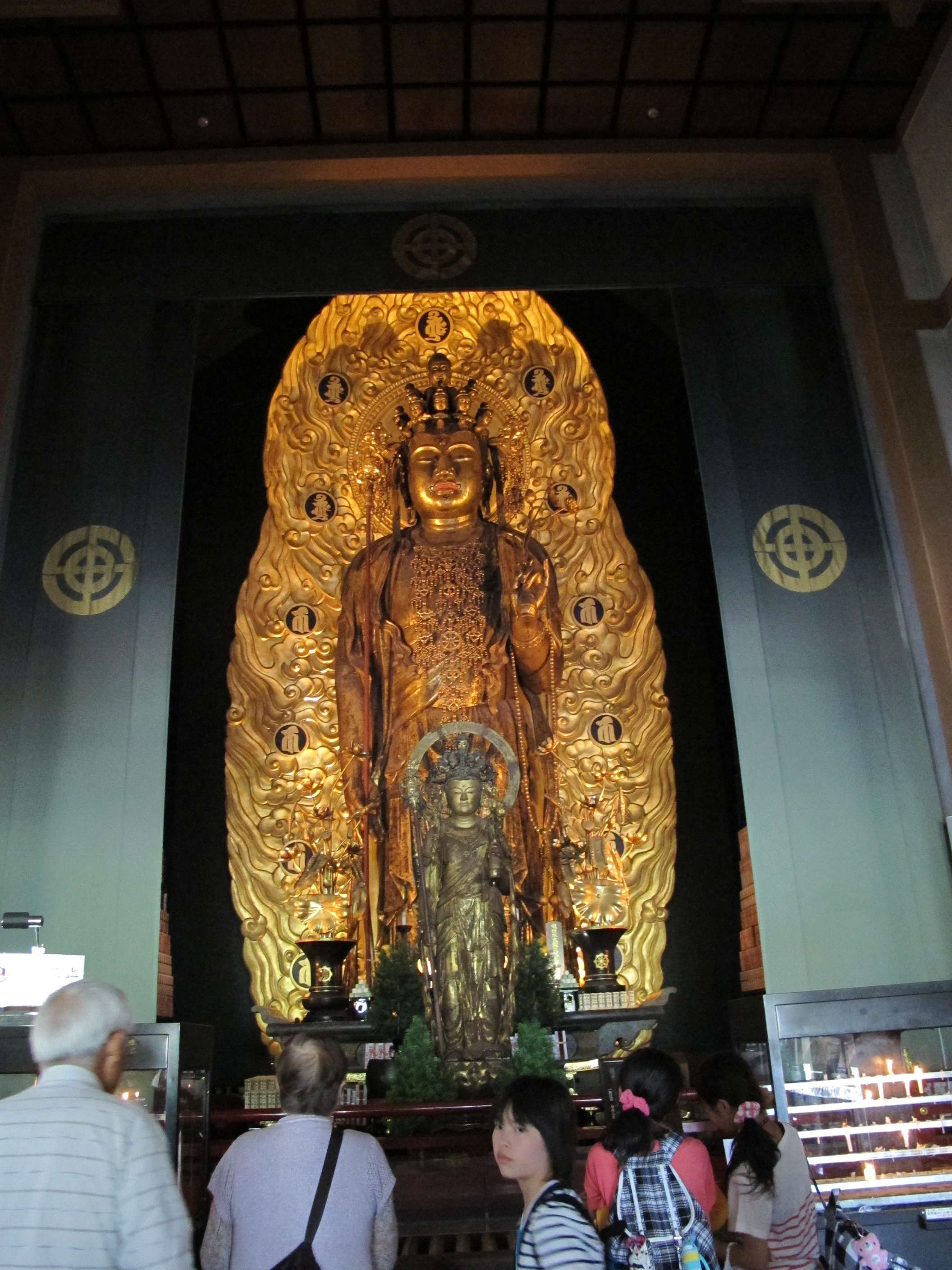

- 木造十一面観音立像（本尊）

像高9.18メートルの巨像で、木造の仏像としては日本有数のもの（なお、日本最大の木造仏像は、福岡市博多区の東長寺に1992年に完成した像高10.8メートルの福岡大仏といわれている）。後世の修復が多く、造立年代は定かでないが、室町時代頃の作と推定されている。1964年（昭和39年）の調査により文明17年（1485年）の修理銘札が見出され、延宝5年（1677年）にも修理が行われたことがわかっている。元の光背は関東大震災による被害の後取り外された。現在ある光背はアルミ製で、1991年（平成3年）、西村公朝の監修で造られたものである。左手に水瓶、右手に数珠と地蔵菩薩の持つ錫杖を持ち、方形の磐石の上に立つ、いわゆる「長谷寺式十一面観音（長谷型観音）」様式を採る。左小指を立てているのも、本像の特徴。

## あじさい路
境内に登り降りがある「あじさい路（みち）」があり、近年鎌倉では明月院と並んで長谷寺は「あじさい寺」として人気があり、アジサイの開花時期には、あじさいの路は有料の時間予約制になる。名月院のアジサイが青一色に対して、長谷寺のは白・青・ピンクである。あじさい路の上部からは、鎌倉・逗子の海岸がきれいに見える。

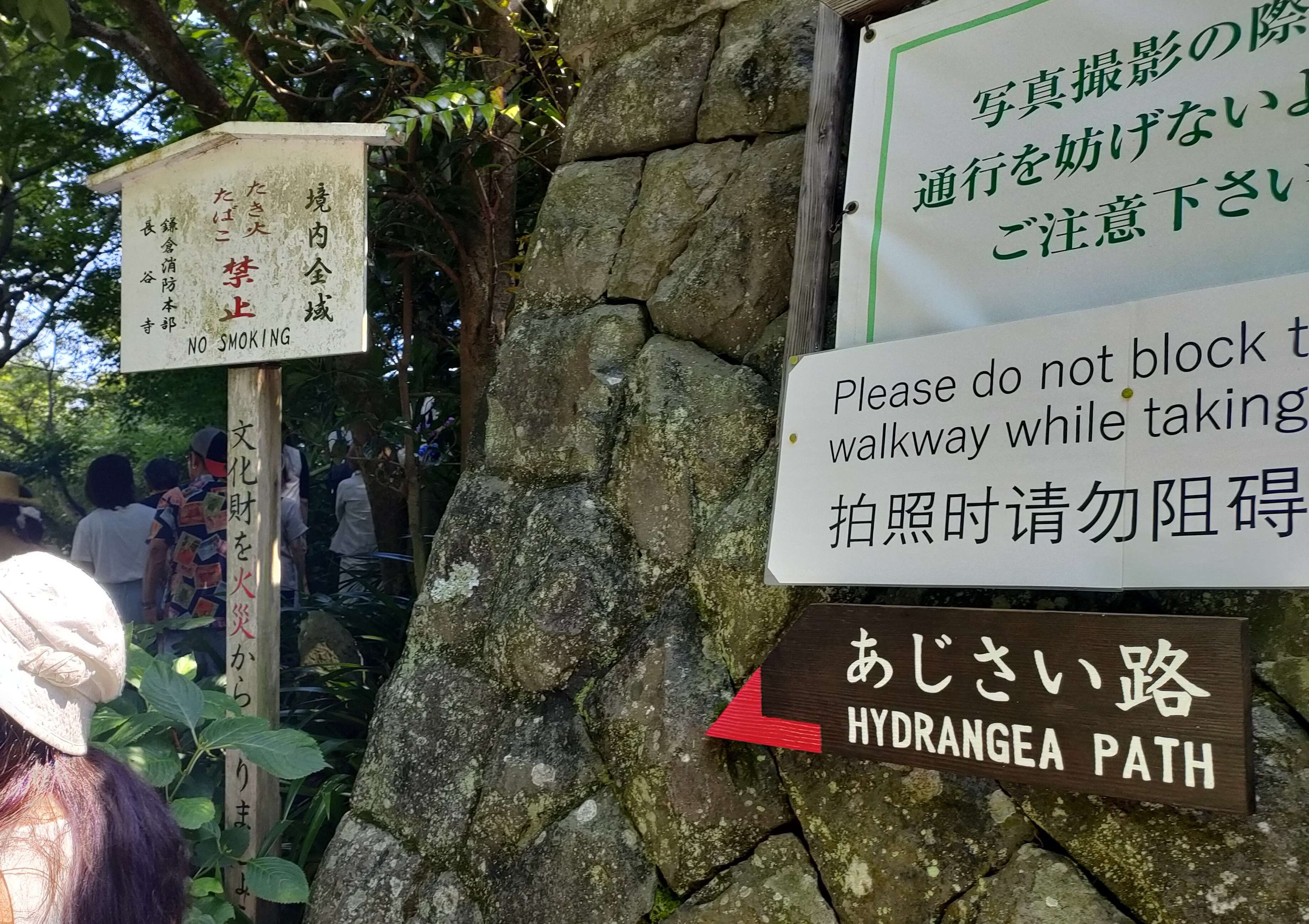
あじさい路の登り口
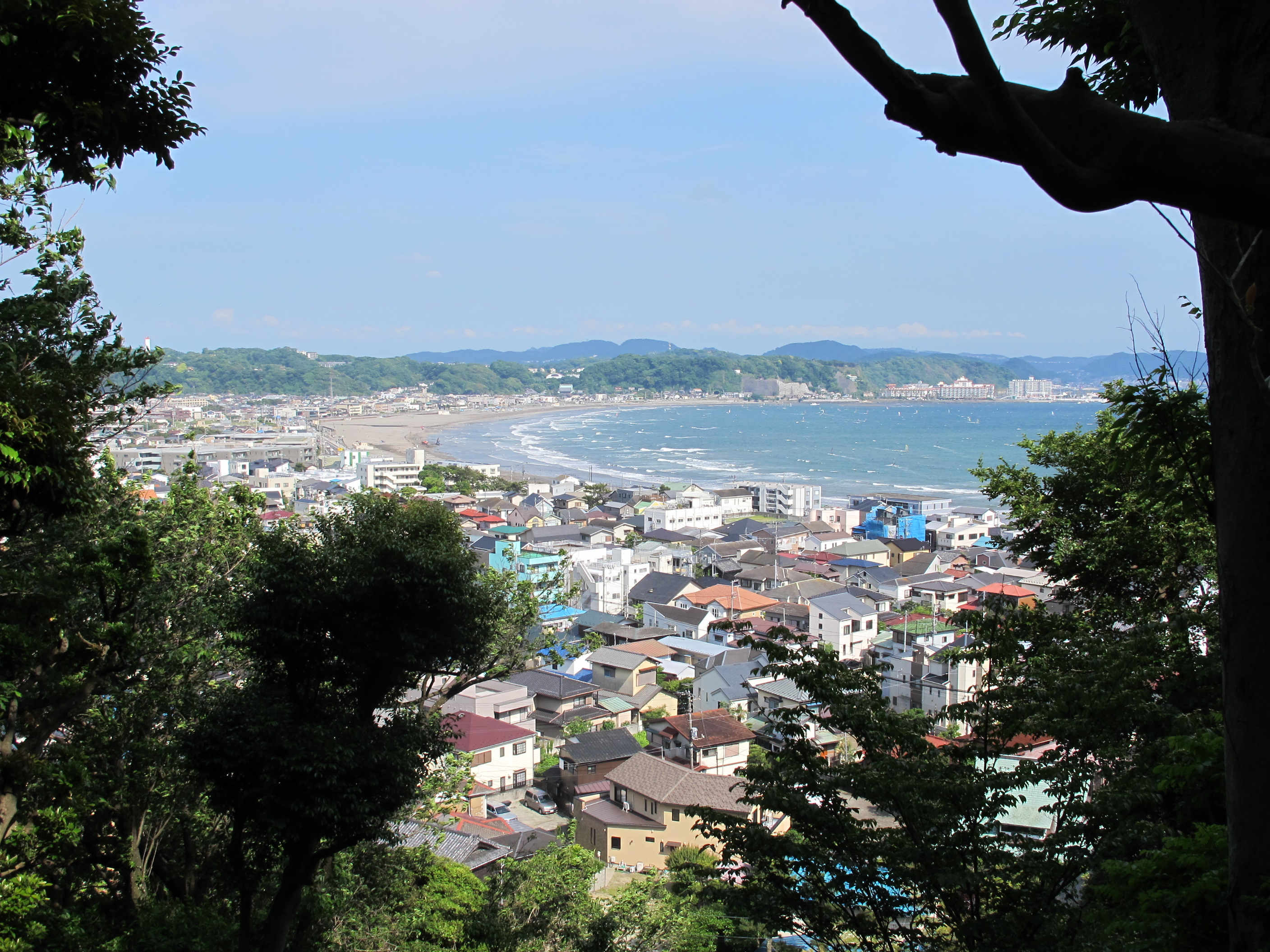
あじさい路上で鎌倉・逗子の海岸を見る

## 所在地情報
所在地
- 神奈川県鎌倉市長谷三丁目11番2号

交通
- 鉄道
  - 江ノ島電鉄（江ノ電）長谷駅から徒歩5分

- バス（鎌倉駅・藤沢駅から、「長谷観音」下車徒歩3分）
  - 京浜急行バス
  - 江ノ島電鉄

## 前後の札所
坂東三十三観音
3 安養院 (鎌倉市) -- 4 長谷寺 -- 5 勝福寺 (小田原市)
鎌倉三十三観音霊場
3 安養院 (鎌倉市) -- 4 長谷寺 -- 5 来迎寺 (鎌倉市西御門)

## 拝観について
- 3月 - 9月 8時 - 17時（閉山17時30分）　10月 - 2月 8時 - 16時30分（閉山17時）
- 拝観料 大人：400円、小学生：200円
- 観音ミュージアムは9時 - 16時30分　大人：300円、小学生：150円（拝観料と別に入館料が必要）
- 拝観券の購入に、Suica（及び相互利用可能な交通系ICカード）が利用可能である。

## 外部サイト
- 鎌倉 長谷寺